# Schönau im Schwarzwald
Schönau im Schwarzwald (lit. în română Schönau din Pădurea Neagră) este un oraș din landul Baden-Württemberg, Germania.

## Istorie
Inițial, așezarea ținea de casa de Waldeck și de cea de Eichstetten, înainte de a fi donată Abației Sfântului Blasiu, de unde va ajunge Austriei Anterioare. După Războaiele Napoleoniene, orașul va fi dat Marelui Ducat de Baden.